# Stora Yngtjärnen
Stora Yngtjärnen är en sjö i Vansbro kommun i Dalarna och ingår i Göta älvs huvudavrinningsområde. Sjön har en area på 0,107 kvadratkilometer och ligger 298 meter över havet.

## Delavrinningsområde
Stora Yngtjärnen ingår i det delavrinningsområde (669057-140344) som SMHI kallar för Utloppet av Stora Yngtjärnen. Medelhöjden är 330 meter över havet och ytan är 7,88 kvadratkilometer. Räknas de 2 avrinningsområdena uppströms in blir den ackumulerade arean 17,35 kvadratkilometer. Svartälven (Yngtjärnsälven) som avvattnar avrinningsområdet har biflödesordning 3, vilket innebär att vattnet flödar genom totalt 3 vattendrag innan det når havet efter 429 kilometer. Avrinningsområdet består mestadels av skog (90 procent). Avrinningsområdet har 0,11 kvadratkilometer vattenytor vilket ger det en sjöprocent på 1,4 procent.